# Уолтерс, Джордж
Джордж Уолтерс (1904, Денвер — 1999, Солт-Лейк-Сити, США) — американский крановщик, использовавший свой портовый кран для борьбы с японскими самолётами во время нападения на Пёрл-Харбор.

## Биография
Родился в Денвере, штат Колорадо. В возрасте 14-ти месяцев родители переехали в Пёрл-Харбор.
В 1935 году устроился на работу в порт.
7 декабря 1941 года в день нападения японской авиации в сухом доке Пёрл-Харбора находился флагман Тихоокеанского флота США линкор «Пенсильвания» и эсминцы «Кэссин» и «Даунс».
Соседние здания и строения дока мешали обзору, поэтому корабельные артиллеристы и зенитчики не могли вовремя видеть заходившие на атаку самолёты противника.
Однако машинист крана Джордж Уолтерс нашёл способ помешать японцам. Передвигая кран вдоль дока и поворачивая стрелу, он мешал низколетящим самолётам приблизиться к кораблю.
Сначала зенитчики проклинали крановщика, который мешал своим краном стрельбе. Они опасались попасть в него. Однако скоро они сообразили, как ориентируясь на манёвры крана, узнавать о приближении противника и успевать встречать самолёты огнём.
Действуя в таком вот взаимодействии с портовой техникой американские моряки смогли уничтожить 8 из 10 атаковавших док самолётов. «Пенсильвания» получила лишь незначительные повреждения, хотя находившиеся в том же доке эсминцы были практически уничтожены. Предположительно один из самолётов разбился из-за столкновения с кабелями и тросами крана, он упал невдалеке, врезавшись в здание. Также сообщается и о ещё одном самолёте, пострадавшем из-за столкновения с краном.
Джордж Уолтерс продолжал управлять краном пока рядом с ним не разорвалась 500-фунтовая бомба. Она повредила кран и ранила машиниста. Потерявшего сознание Уолтерса моряки доставили в госпиталь. Лишь мгновением раньше Уолтерс передвинул кран из того места, куда упала бомба, избежав тем самым прямого попадания.
После выздоровления он продолжал работать на кране в порту до 1950 года. Затем трудился на других должностях на верфи до 1966 года.
Позднее он переехал в Солт-Лейк-Сити. Работал клоуном, выступавшим на благотворительных выступлениях, например веселя больных детей. Активно занимался волонтёрской деятельностью. В 1994 году даже был отмечен специальной премией мэра как выдающийся мужчина пенсионного возраста.
Скончался в 1999 году в возрасте 95 лет, оставив двух сыновей, дочь, 12 внуков и 20 правнуков. Был похоронен на кладбище в Оаху.

## Память
В память о подвиге простого портового рабочего ВМФ США в 2006 году учредило ежегодную награду: «George S.B. Walters Pearl Harbor Naval Shipyard Award», предназначенную для награждения отличившихся гражданских специалистов, работающих в Пёрл-Харборе.